# Национальная гвардия Украины (1991—2000)
Национальная гвардия Украины, НГУ (укр. Національна гвардія України) — государственный вооружённый орган, созданный на базе Внутренних войск СССР, дислоцированных на территории бывшей Украинской ССР, призванный защищать суверенитет Украины, её территориальную целостность, а также жизнь и личное достоинство граждан, их конституционные права и свободы от преступных посягательств и других антиобщественных действий.
Создана Законом Украины «О Национальной гвардии Украины» от 4 ноября 1991 года № 1775-XII.
Упразднена Законом Украины «О расформировании Национальной гвардии Украины» от 11 января 2000 года № 1363-XIV: части и подразделения НГУ были включены в состав Вооружённых сил Украины и Внутренних войск МВД Украины.
11 марта 2014 года было объявлено о подготовке к воссозданию Национальной гвардии Украины.
Национальная гвардия в своей деятельности руководствуется Конституцией Украины, Законом «О Национальной гвардии Украины», указами Президента Украины, и другими актами законодательства Украины. Деятельность Национальной гвардии строится на принципах законности, гуманизма и уважения к личности, её прав и свобод.
Основными задачами Национальной гвардии являются:
- защита конституционного строя Украины, целостность её территорий от попыток изменить их насильственным путём;
- участие в поддержке режима чрезвычайного положения в порядке, предусмотренным законодательством Украины;
- участие в ликвидации аварий, катастроф и стихийных бедствий;
- формирование во время чрезвычайного периода частей для охраны и обороны наиболее важных государственных объектов;
- предоставление помощи пограничным войскам в задержании нарушителей государственной границы Украины силами частей, дислоцированных в приграничных районах;
- участие в боевых действиях по отражению нападения извне и защиты безопасности Украины;

## Командующие НГУ
- 22.10.1991 — 1995 год — полковник Кухарец, Владимир Алексеевич[укр.] (1938 г. р., с 31.12.1991 — генерал-майор, а с 18.03.1993 — генерал-лейтенант гвардии)
- 1995 год — 11 июля 1996 года — Кузьмук Александр Иванович (1954 г. р.)
- 11 июля 1996 год — 11 февраля 1998 год — генерал-лейтенант Валькив Игорь Иванович (1941 г. р.)
- 11 февраля 1998 год — март 2000 год — генерал-лейтенант Чаповский Александр Яковлевич (1951 г. р.)

## Возрождение в 2014 году
12 марта 2014 Верховная рада Украины проголосовала за воссоздание Национальной гвардии Украины. За проект постановления «О Национальной гвардии Украины» проголосовали 262 народных депутата.

## Нарукавные нашивки частей НГУ

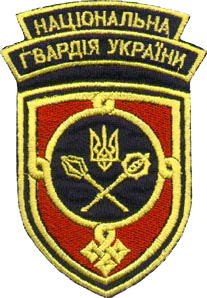
Нарукавный знак командования Национальной гвардии Украины.
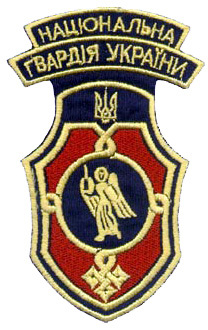
Нарукавный знак Киевская дивизия Национальной гвардии Украины.
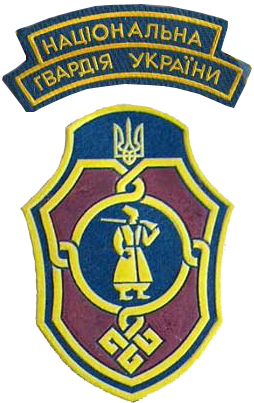
Нарукавный знак Восточная дивизия Национальной гвардии Украины.
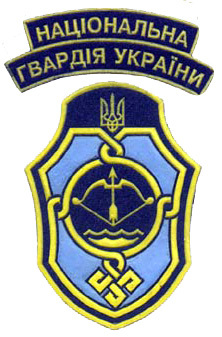
Нарукавный знак Южная дивизия Национальной гвардии Украины.
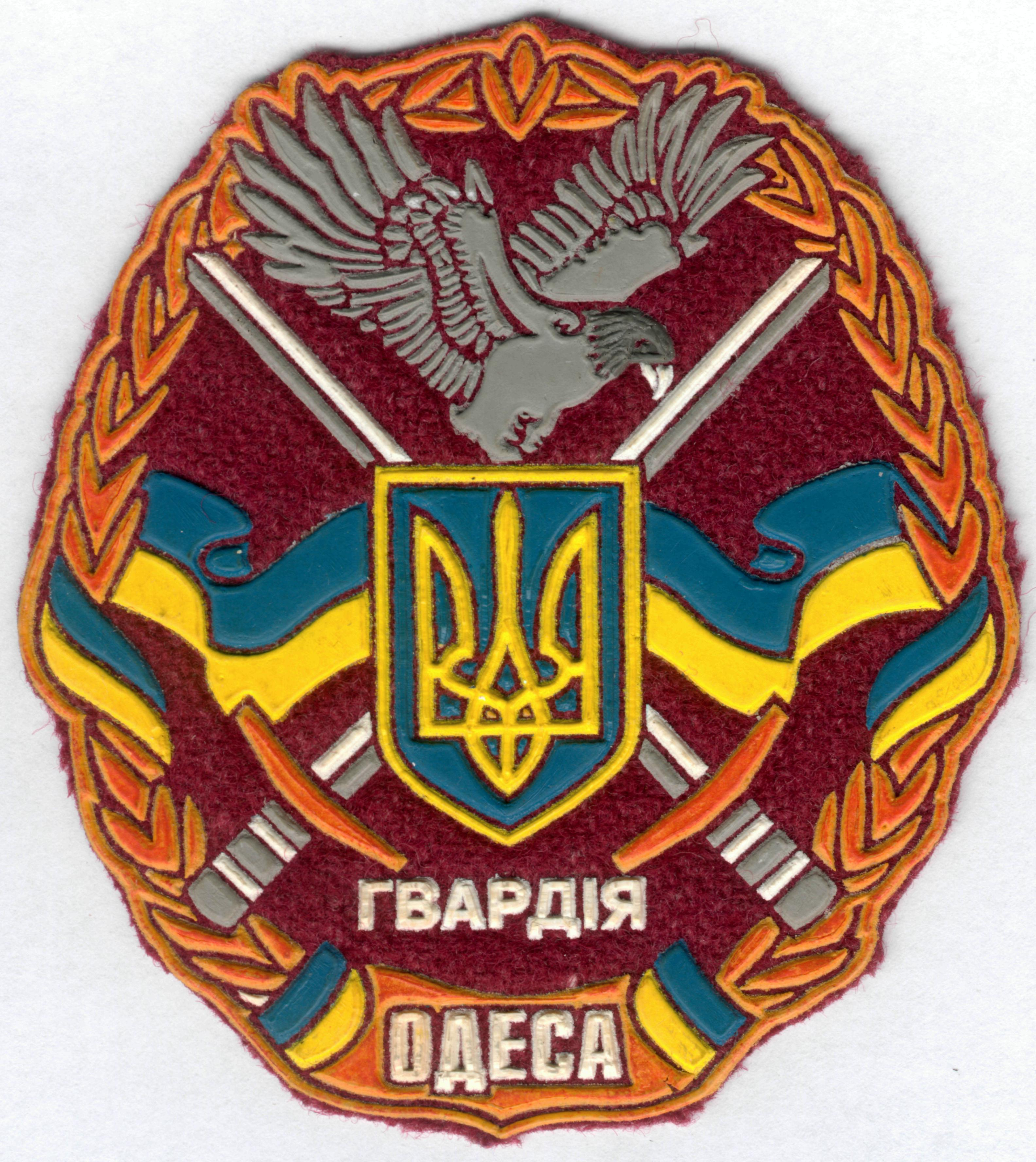
Шеврон НГУ, г.Одесса. Конец 1990-х.
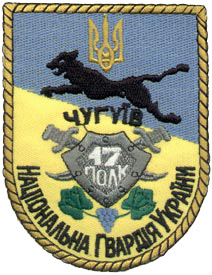
Нарукавный знак 17-го полка Национальной гвардии Украины, г.Чугуев. 1998г.
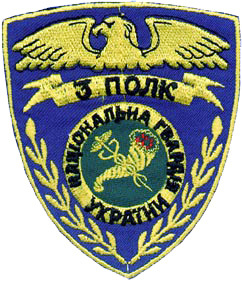
Шеврон 3-го полка Национальной гвардии Украины, г.Харьков